# ماهی‌رود
ماهیرود روستایی از دهستان درح است که در بخش مرکزی شهرستان سربیشه در استان خراسان جنوبی واقع شده‌است. سنگ‌های استخراج شده از معادن و نیز سیمان بیشترین حجم ترانزیت این پایانه را تشکیل می‌دهد که سومین مرز رسمی کشور است.
پایانه مرزی ماهی‌رود (نام قبلی آن پایانه مرزی میل ۷۸ بوده‌است) با بیرجند ۱۷۵ کیلومتر و با فراه (نزدیکترین شهر به آن در افغانستان) ۱۲۰ کیلومتر فاصله دارد.

## جمعیت
جمعیت این روستا بنابر سرشماری مرکز آمار ایران، در سال ۱۳۸۵ خورشیدی، ۱۰۸ خانوار و ۳۳۱ نفر بوده‌است.